# Fruerø
Fruerø er en lille ubeboet ø i den vestlige del af Søndersø syd for Maribo på Lolland. Sammen med Hestø og Præstø er Fruerø ejet af Lolland Kommune og der er offentlig adgang til øerne.
Øens højeste punkt er 11 m over havets overflade.